# Marianne Heimbach-Steins
Marianne Heimbach-Steins (* 26. Januar 1959 in Köln) ist eine deutsche römisch-katholische Theologin und akademische Vertreterin der Christlichen Soziallehre.

## Leben
Heimbach-Steins studierte von 1977 bis 1983 Katholische Theologie und Germanistik in Bonn, Würzburg und Fribourg in der Schweiz, während ihres Studiums und ihrer Promotion war sie Stipendiatin der Bischöflichen Studienförderung Cusanuswerk. 1983 legte sie das Erste Staatsexamen ab, von 1983 bis 1985 absolvierte sie das Referendariat für das Lehramt an verschiedenen Gymnasien in Bayern und legte das Zweite Staatsexamen ab. Von 1987 bis 1996 war sie als Assistentin am Institut für Christliche Sozialwissenschaften der Westfälischen Wilhelms-Universität (WWU) in Münster tätig.
1988 erlangte sie den Doktor der Theologie an der Universität Würzburg. 1989 heiratete sie Georg Steins. Sie habilitierte sich 1994 in Münster zu dem Thema "Unterscheidung der Geister – Strukturmoment christlicher Sozialethik: Dargestellt am Werk Madeleine Delbrels". Von 1996 bis 2009 war sie Inhaberin des Lehrstuhls für „Christliche Soziallehre und Allgemeine Religionssoziologie“ an der Katholisch-Theologischen Fakultät der Otto-Friedrich-Universität Bamberg. Seit Oktober 2009 ist sie Professorin in Münster und leitet das Institut für Christliche Sozialwissenschaften der Westfälischen Wilhelms-Universität. Sie ist in dieser Funktion Herausgeberin des Jahrbuchs für Christliche Sozialwissenschaften. Ebenfalls gibt das Institut für Christliche Sozialwissenschaften unter ihrer Leitung „Sozialethische Arbeitspapiere“ zu aktuellen gesellschaftlichen, politischen und kirchlichen Themen und verschiedene Buchreihen, wie die aktuelle Reihe „Gesellschaft-Ethik-Religion“ beim Verlag Schöningh, heraus. Unter ihrer Begleitung haben sich Andreas Lienkamp, Daniel Bogner und Alexander Filipović habilitiert.
Von 2011 bis 2015 war sie Vorsitzende des Hochschulrates der Universität Bamberg. Von 2013 bis 2018 war sie Hauptantragstellerin im Exzellenzcluster „Religion und Politik“ und 2015 Gründungsmitglied des Zentrums für Interdisziplinäre Nachhaltigkeitsforschung (ZIN) an der WWU Münster, wo sie bis 2019 als Vorstandsmitglied tätig war. Ebenfalls von 2015 bis 2021 war sie Prodekanin für Forschung, Internationalisierung und wissenschaftlichen Nachwuchs der Katholisch-Theologischen Fakultät der Universität. Seit Oktober 2018 leitet sie gemeinsam mit Judith Könemann die Arbeitsstelle für Theologische Genderforschung der Katholisch-Theologischen Fakultät der WWU.
Heimbach-Steins ist Mitglied des Zentralkomitees der deutschen Katholiken sowie Gründungsmitglied des Vereins AGENDA – Forum katholischer Theologinnen. Ebenso ist sie tätig als Mitglied der Societas ethica (Europäische Gesellschaft für ethische Forschung), im Netzwerk Catholic Theological Ethics in the World Church und der Kommission für Sozialpolitik und gesellschaftliche Fragen im Deutschen Caritasverband. Bis 2019 war Heimbach-Steins Mitglied in verschiedenen Arbeitsgruppen der Deutschen Kommission Justitia et Pax. Seit September 2021 ist Heimbach-Steins Vorsitzende der Internationalen Vereinigung für Moraltheologie und Sozialethik (IVMS). 2011 unterzeichnete Heimbach-Steins das Memorandum Kirche 2011: Ein notwendiger Aufbruch.
Im Juli 2025 trat Heimbach-Steins mit der Abschiedsvorlesung „Grenzverschiebungen und neue Blickachsen. Eine (subjektive) Kartierung der Sozialethik“ in den Ruhestand.

## Werke
Bücher, Schriften
- „Der ungelehrte Mund“ als Autorität. Mystische Erfahrung als Quelle kirchlich-prophetischer Rede im Werk Mechthilds von Magdeburg (Mystik in Geschichte und Gegenwart I/6), Stuttgart/Bad Cannstatt 1989
- Unterscheidung der Geister – Strukturmoment christlicher Sozialethik. Dargestellt am Werk Madeleine Delbrêls, Münster 1994, 2., erw. Aufl. 2006
- Für eine Zukunft in Solidarität und Gerechtigkeit. Wort des Rates der Evangelischen Kirche in Deutschland und der Deutschen Bischofskonferenz zur wirtschaftlichen und sozialen Lage in Deutschland. Eingeleitet und kommentiert von Marianne Heimbach-Steins und Andreas Lienkamp (Hrsg.) unter Mitarbeit von Gerhard Kruip und Stefan Lunte, München 1997
- Einmischung und Anwaltschaft. Für eine diakonische und prophetische Kirche, Ostfildern 2001
- Menschenrechte in Gesellschaft und Kirche. Lernprozesse – Konfliktfelder – Zukunftschancen, Mainz 2001
- (mit Gerhard Kruip), Bildung und Beteiligungsgerechtigkeit. Sozialethische Sondierungen, Bielefeld 2003
- (unter Mitwirkung von Alois Baumgartner, Thomas Bohrmann, Gerhard Drösser, Thomas Hausmanninger, Werner Veith) Christliche Sozialethik. Ein Lehrbuch, Band 1: Grundlagen, Regensburg 2004
- (unter Mitwirkung von Alois Baumgartner, Isidor Baumgartner, Thomas Bohrmann, Gerhard Drösser, Thomas Hausmanninger, Johannes Frühbauer, Hartmut Köß, Markus Vogt, Albert Wohlfarth) Christliche Sozialethik. Ein Lehrbuch, Band 2: Konkretionen, Regensburg 2005
- „… nicht mehr Mann und Frau“ (Gal 3,28). Sozialethische Studien zu Geschlechterverhältnis und Geschlechtergerechtigkeit, Regensburg 2009
- Religionsfreiheit. Ein Menschenrecht unter Druck, Paderborn 2012
- Christliche Sozialethik. Theologie im Fernkurs, Aufbaukurs, Lehrbrief 16, Würzburg 2013
- Religionsfreiheit oder: Die Gretchenfrage des Umgangs mit den Menschenrechten, Mönchengladbach 2013
- Grenzverläufe gesellschaftlicher Gerechtigkeit: Migration – Zugehörigkeit – Beteiligung (Gesellschaft – Ethik – Religion Bd. 5), Paderborn 2016
- Europa und Migration. Sozialethische Denkanstöße (Kirche und Gesellschaft Grüne Reihe Nr. 438), hrsg. von der Katholischen Sozialwissenschaftlichen Zentralstelle, Mönchengladbach. J.P. Bachem, Köln 2017, ISBN 978-3-7616-3141-6.
- Religion als Ressource politischen Handelns – Chancen und Herausforderungen für die innerchristliche Ökumene (ICS AP 9), Münster 2017
- (mit Alexander Filipovic, Josef Becker, Maren Behrensen, Theresa Wasserer) Grundpositionen der Partei "Alternative für Deutschland" und der katholischen Soziallehre im Vergleich – eine sozialethische Perspektive (ICS AP 8), Münster 2017
- Solidarisch, nachhaltig, beteiligungsgerecht: Weltkirchliche Caritas-Arbeit-Notizen einer Reise mit Caritas International (ICS AP 11), Münster 2019
- (mit Lea Quaing und Eva Hänselmann) Angehörigenpflege – unsichere Existenz und politische Vereinnahmung. Sozialethische Arbeitspapiere des Instituts für Christliche Sozialwissenschaften Nr. 12, Münster 2019.

Herausgeberschaften (Auswahl)
- (mit Andreas Lienkamp, Joachim Wiemeyer) Brennpunkt Sozialethik. Theorien – Aufgaben – Methoden (FS Franz Furger), Freiburg 1995
- (mit Peter Hünermann, Albert Biesinger, Anne Jensen) Diakonat. Ein Amt für Frauen in der Kirche – ein frauengerechtes Amt?, Ostfildern 1997
- (mit Andreas Lienkamp, Joachim Wiemeyer, Franz Furger) Christliche Sozialethik in pluraler Gesellschaft. Posthum herausgegeben (Schriften des Instituts für Christliche Sozialwissenschaften 38), Münster 1997
- (mit Volker Eid) Kirche – Lebenswichtig. Was Kirche zu geben und zu lernen hat, München 1999
- Religion als gesellschaftliches Phänomen. Soziologische, theologische und literaturwissenschaftliche Annäherungen (Bamberger Theologisches Forum Bd. 3), Münster 2002
- (mit Gudrun Cyprian) Familienbilder. Interdisziplinäre Sondierungen, Opladen 2003
- (mit Gerhard Kruip), Bildung und Beteiligungsgerechtigkeit. Sozialethische Sondierungen, Bielefeld 2003
- (mit Eleonore Ploil, Bärbel Kerkhoff-Hader, Ines Weinrich), Genderforschung in Bamberg. Forschungsforum. Berichte aus der Universität Bamberg, 11 (2003) Bamberg 2003
- (mit Heimo Ertl, Heinz-Günther Schöttler), Religionen im Dialog. Judentum – Christentum – Islam (Bamberger Theologisches Forum, Bd. 5), Münster 2003
- (mit Margit Eckholt), Im Aufbruch – Frauen erforschen die Zukunft der Theologie, Ostfildern 2003
- (mit Eleonore Ploil, Bärbel Kerkhoff-Hader, Ines Weinrich), Strukturierung von Wissen und die symbolische Ordnung der Geschlechter. Gender-Tagung Bamberg 2003, Münster 2004
- (mit Heinz-Günther Schöttler), „... nicht umsonst gekommen“. Pastorale Berufe, Theologie und die Zukunft der Kirche (Bamberger Theologisches Forum, Bd. 8), Münster 2005
- (mit Rotraud Wielandt, Reinhard Zintl), Religiöse Identität(en) und gemeinsame Religionsfreiheit. Eine Herausforderung pluraler Gesellschaften (Judentum – Christentum – Islam. Bamberger Interreligiöse Studien, Bd. 3), Würzburg: Ergon-Verlag 2006
- (mit Gerhard Kruip und Axel Bernd Kunze), Das Menschenrecht auf Bildung und seine Umsetzung in Deutschland: Diagnosen – Reflexionen – Perspektiven (Forum Bildungsethik 1), Bielefeld (wbv) 2007
- (mit Harm Goris), Die Rolle der Religion in Recht und politischer Ordnung heute (Judentum – Christentum – Islam. Bamberger Interreligiöse Studien, Bd. 5), Würzburg: Ergon-Verlag 2008
- (mit Gerhard Kruip und Katia Neuhoff), Bildungswege als Hindernisläufe. Zum Menschenrecht auf Bildung in Deutschland (Forum Bildungsethik 5), Bielefeld (wbv) 2008
- (mit Rotraud Wielandt), Was ist Humanität? Interdisziplinäre und interreligiöse Perspektiven (Judentum – Christentum – Islam. Bamberger Interreligiöse Studien, Bd. 6), Würzburg: Ergon-Verlag 2008
- (mit Gerhard Kruip und Axel Bernd Kunze), Bildung, Politik und Menschenrecht. Ein ethischer Diskurs (Forum Bildungsethik 6), Bielefeld (wbv) 2009
- (mit Gerhard Kruip und Axel Bernd Kunze), Bildungsgerechtigkeit – Interdisziplinäre Perspektiven (Forum Bildungsethik 8), Bielefeld (wbv) 2009
- (mit Heiner Bielefeldt, in Kooperation mit der Deutschen Kommission Justitia et Pax), Religionen und Religionsfreiheit. Menschenrechtliche Perspektiven im Spannungsfeld von Mission und Konversion (Judentum – Christentum – Islam. Bamberger Interreligiöse Studien, Bd. 7), Würzburg 2010.
- (mit Gerhard Kruip), Kooperative Bildungsverantwortung. Sozialethische und pädagogische Perspektiven auf „Educational Governance“ (Forum Bildungsethik 9), Bielefeld 2011
- (mit Gerhard Kruip, Saskia Wendel), „Kirche 2011: Ein notwendiger Aufbruch“. Argumente zum Memorandum, Freiburg 2011
- (mit Daniel Bogner), Freiheit, Gleichheit, Religion. Orientierungen moderner Religionspolitik, Würzburg 2012
- (mit Georg Steins, unter Mitarbeit von Alexander Filipović und Kerstin Rödiger), Christliche Sozialethik und biblische Hermeneutik, Stuttgart 2012
- Ressourcen – Lebensqualität – Sinn. Gerechtigkeit für die Zukunft denken (Gesellschaft – Ethik – Religion Bd. 1), Paderborn 2013
- Begrenzt verantwortlich? Sozialethische Positionen in der Flüchtlingskrise (Theologie kontrovers), Freiburg 2016
- (mit Thomas Schüller, Judith Wolf) Katholische Krankenhäuser – herausgeforderte Identität (Gesellschaft – Ethik – Religion Bd. 9), Paderborn 2017
- (mit Anna Maria Riedl) Kindeswohl zwischen Anspruch und Wirklichkeit. Theorie und Praxis im Gespräch (Gesellschaft – Ethik – Religion Bd. 10), Paderborn 2017
- (mit Sabine Schlacke) 2017. Die Enzyklika Laudato si‘ – ein interdisziplinärer Nachhaltigkeitsansatz? Baden-Baden 2017
- Zerreißprobe Flüchtlingsintegration (Theologie kontrovers), Freiburg 2017
- (mit Martin Baumeister, Michael Böhnke, Saskia Wendel u. a.) Menschenrechte in der katholischen Kirche. Historische, systematische und praktische Perspektiven (Gerechtigkeit – Ethik – Religion Bd. 12), Paderborn 2018
- (mit Maren Behrensen, Linda Hennig) Gender – Nation – Religion. Ein internationaler Vergleich von Akteursstrategien und Diskursverflechtungen (Religion und Moderne), Frankfurt 2019
- (mit Sabine Schlacke) Die Enzyklika Laudato si'. 1. Aufl. Baden-Baden 2019
- Öffentlich-rechtliche Medien (JSCW 60), 2019
- (mit Judith Könemann) Religiöse Identitäten in einer globalisierten Welt (MBT 2), 2019
- (mit Matthias Möhring-Hesse, Sebastian Kistler und Walter Lesch) Globales Gemeinwohl. Sozialwissenschaftliche und sozialethische Analysen (GER 17) Paderborn 2020
- Postkoloniale Theorien und Sozialethik (JCSW 61) Münster 2020
- (mit Judith Könemann) Gender (Studies) in der Theologie. Begründungen und Perspektiven, Münster 2021
- Wohnen – gutes Leben – Gerechtigkeit (JCSW 62) Münster 2021
- (mit Bernhard Emunds, Jonas Hagedorn und Lea Quaing) Häusliche Pflegearbeit gerecht organisieren. Weinheim 2021